# Anna Karenina
Anna Karenina (in russo Aнна Каренина?; AFI: [ˈanːə kɐˈrʲenʲɪnə]) è un romanzo di Lev Tolstoj pubblicato nel 1877. Apparve inizialmente a puntate sul periodico Russkij vestnik («Il messaggero russo») a partire dal 1875, ma nel 1877 la conclusione del romanzo venne pubblicata solo in forma di riassunto di poche righe e Tolstoj, che lì aveva preso delle posizioni antinazionaliste, fu costretto a far pubblicare a proprie spese e separatamente l'ottava parte.
Tolstoj vedeva in questo libro, considerato un capolavoro del realismo, il suo primo vero romanzo. Per la stesura di Anna Karenina egli trasse ispirazione da I racconti di Belkin dello scrittore e poeta russo Aleksandr Sergeevič Puškin. Nel 1887 lo stesso Tolstoj circa l'inizio di Anna Karenina affermò di avere immaginato, mentre era sdraiato sul divano, un «nudo gomito femminile di un elegante braccio aristocratico» e che da lì fu così perseguitato da quell'immagine da doverne creare un'incarnazione.
Benché la maggior parte della critica russa avesse stroncato l'opera fin dalla prima pubblicazione, definendola «un frivolo racconto delle vicende dell'alta società moscovita», secondo il suo connazionale Fëdor Dostoevskij «Anna Karenina in quanto opera d'arte è la perfezione… e niente della letteratura europea della nostra epoca può esserle paragonato». Poco meno di un secolo dopo anche Vladimir Nabòkov si accodò al giudizio di Dostoevskij, definendo Anna Karenina «il capolavoro assoluto della letteratura del XIX secolo».

## Trama
Il romanzo è suddiviso in otto parti.

### Prima parte
La prima parte introduce la figura di Stepàn Arkad'ič Oblonskij, detto Stiva, un ufficiale civile che ha tradito la moglie Dar'ja Aleksàndrovna ("Dolly"), la quale minaccia di andarsene da casa. La vicenda di Stiva mostra la sua personalità passionale che sembra non poter essere repressa. L'uomo allora chiama da San Pietroburgo la propria sorella, Anna Arkàd’evna, per persuadere Dolly a non lasciarlo. All'arrivo di Anna a Mosca, in stazione, un operaio della ferrovia muore accidentalmente investito da un treno. Nel frattempo, un amico di infanzia di Stiva, Konstantìn Dmìtrič Lèvin, arriva a Mosca per chiedere la mano della sorella minore di Dolly, Ekaterina Aleksàndrovna Ščerbàckaja, detta Kitty. Il giovane, serio aristocratico, vive in una tenuta che gestisce lui stesso. Kitty rifiuta, aspettando una proposta di matrimonio dall'ufficiale dell'esercito Aleksej Kirìllovič Vronskij che, pur interessato a lei, non intende sposarsi.
Anna e Vronskij si incontrano, dopo essersi conosciuti per la prima volta in stazione, a un ballo e si palesa l'interesse reciproco. Anna, scossa dalla propria reazione alle sue attenzioni, ritorna immediatamente a San Pietroburgo e Vronskij la segue sullo stesso treno. Levin torna al suo podere, abbandonando ogni speranza di matrimonio, e Anna rientra a casa da suo marito Aleksej Aleksàndrovič Karenin, un ufficiale governativo, e da suo figlio Serëža.

### Seconda parte
Karenin inizialmente non dà peso alla frequentazione di Anna con Vronskij: solo dopo che altri gli fanno notare la sconvenienza di una lunga chiacchierata da soli avuta dai due, ne parla con Anna tramite un freddo rimprovero. Il rapporto tra i due diventa una vera e propria relazione, e Anna rimane incinta. Durante una gara a cavallo a cui assistono Anna e il marito, Vronskij ha una brutta caduta; lo spavento rende Anna palesemente preoccupata. Karenin, indispettito dal suo comportamento, affronta Anna in carrozza durante il ritorno a casa; ella, in preda all'isteria, confessa al marito la relazione. Karenin è spiazzato, non sa come comportarsi.
Per la delusione del matrimonio fallito Kitty si ammala e, dietro consiglio medico, parte coi genitori per una stazione termale in Germania. Qui fa due incontri: con Nikolàj Levin, che ritroverà in seguito e con Vàren'ka. Quest'ultima è una giovane al seguito della madre; il suo spirito caritatevole ha un grosso impatto su Kitty.

### Terza parte
La terza parte narra la vita rurale di Lèvin nella sua tenuta, un'ambientazione legata intimamente ai suoi pensieri e alle sue lotte interiori. Dolly, incontrando Lèvin, cerca di far rivivere i suoi sentimenti per Kitty, apparentemente senza risultati, finché Lèvin, rivedendola di sfuggita, capisce di essere ancora innamorato di lei. Tornato a San Pietroburgo, Karenin, rifiutando di separarsi da Anna, la mette in una situazione molto frustrante, minacciandola di non lasciarle più vedere il figlio Serëža, nel caso Anna si rifiuti di salvare le apparenze e nascondere la sua relazione clandestina.

### Quarta parte
Karenin inizia a trovare la situazione intollerabile e comincia a valutare la possibilità di divorziare. Il fratello di Anna, Stiva, cerca di dissuaderlo, invitandolo a parlarne con Darja. Quest'ultima iniziativa sembra di nuovo non sortire alcun effetto, ma Karenin cambia idea dopo aver saputo che Anna sta morendo per complicazioni dovute al parto, e vuole conoscere i sentimenti e le intenzioni di Anna per decidere. Al suo capezzale, Karenin perdona Vronskij, che cerca di suicidarsi per il rimorso. Anna comunque migliora e chiama sua figlia Anna ("Annie"). Stiva ora cerca di far divorziare Karenin. Vronskij in un primo tempo decide di fuggire a Tashkent, ma cambia idea dopo aver visto Anna, e insieme decidono di partire per l'Europa, senza aver ottenuto il divorzio. Molto più immediato è il risultato degli sforzi di Stiva per combinare un incontro tra Lèvin e Kitty: i due si riconciliano e si fidanzano.

### Quinta parte
Lèvin e Kitty si sposano a Mosca. Pochi mesi dopo, Lèvin scopre che suo fratello Nikolaj sta morendo e lo raggiunge insieme alla moglie. Levin fatica ad affrontare la malattia del fratello, mentre Kitty, con semplicità e dedizione, si occupa del cognato alleviando le sue sofferenze. Poco prima della morte di Nicolaij, Kitty si rende conto di essere incinta. In Europa, Vronskij e Anna fanno molta fatica a trovare amici che li accettino, continuando a dedicarsi a passatempi come l'arte e la pittura, finché non decidono di tornare a Pietroburgo. Già in questa fase iniziano a delinearsi i primi momenti di insoddisfazione di Vronskij per la sua inattività e la mancanza della vita in società. Karenin, sconsolato, cede pian piano alle influenze della contessa Lìdija Ivànovna, di lui innamorata, entusiasta della religione e delle credenze mistiche, di moda nelle classi sociali più elevate, che gli consiglia di tenere Serëža lontano dalla madre. Anna riesce lo stesso a far visita al figlio il giorno del suo compleanno, ma è scoperta da Karenin, che aveva detto a Serëža che Anna era morta. Contro il parere di Vronskij, Anna decide di andare a teatro, ma qui viene insultata da Madame Kartàsova. Per fuggire alla pressioni della vita in città, decidono di partire per la campagna.

### Sesta parte
La famiglia Ščerbàckij passa l'estate nella casa di campagna di Levin per assistere Kitty nella sua gravidanza. La visita di Vàsenka Veslòvskij, arrivato insieme a Stepàn Arkàdič, turba la serenità di Levin, che mal sopporta le galanterie dell'ospite nei confronti di Kitty. Questo episodio contribuisce a far maturare e a consolidare il rapporto tra i due coniugi. Durante l'estate, Dolly si reca a far visita alla cognata. La tenuta di campagna dove vivono Anna e Vronskij è moderna e riccamente arredata. I due vivono sontuosamente, ma sono pochi quelli che si spingono a far loro visita (Vàsenka Veslòvskij cacciato da Levin, una vecchia zia di Anna). Su richiesta di Vronskij, Dolly suggerisce ad Anna di chiedere il divorzio a Karenin. Ancora una volta, le parole di Dolly sembrano non sortire alcun effetto, ma quando Vronskij parte per alcuni giorni, la noia e il sospetto convincono Anna della necessità di un matrimonio con lui; scrive a Karenin e parte con Vronskij per Mosca. Qui Levin e Vronskij partecipano alle elezioni del governatorato, riservate ai nobili.

### Settima parte
I Lèvin sono a Mosca per il parto di Kitty che dà alla luce un bambino. Stiva, mentre cerca l'appoggio di Karenin per un nuovo lavoro, gli chiede nuovamente di divorziare da Anna. Oramai le decisioni di Karenin sono guidate da una sorta di indovino, raccomandato da Lidija Ivànovna, che gli consiglia di rifiutare il suggerimento di Stiva. La relazione tra Anna e Vronskij inizia a essere sempre più tesa. Privata della possibilità di prendersi cura di suo figlio ed esasperata dal proprio isolamento sociale, Anna sviluppa risentimento verso Vronskij e riversa su di lui una gelosia ingiustificata ed esasperata. I due decidono di tornare in campagna, ma Anna, mentre Vronskij si trova fuori, in uno stato di forte confusione e avversione verso tutto ciò che la circonda, va prima a trovare Dolly e Kitty, quindi, secondo una struttura circolare che riconduce alla prima parte, si suicida lanciandosi sotto un treno.

### Ottava parte
L'ottava parte narra le vicende successive alla morte di Anna: Stiva ottiene il lavoro che voleva; Karenin prende in custodia Annie; alcuni volontari russi, tra cui Vronskij, che non ha intenzione di tornare, partono per aiutare la rivolta serba contro i turchi, scoppiata nel 1877; infine, tra le gioie e i timori della paternità, Lèvin scopre la fede in Dio.

## Personaggi principali
- Anna Arkaďevna Karenina: Una giovane donna aristocratica bella e intelligente, dallo spirito fiero e passionale, proveniente da San Pietroburgo. Insoddisfatta del suo matrimonio nonostante l'amore profondo per il figlio, sfida la società e la moralità innamorandosi del conte Vronskij, cominciando una storia clandestina con lui e rinunciando a tutto per quest'uomo. La sua relazione extraconiugale, da cui ha una figlia illegittima, la porta ad essere emarginata e criticata aspramente dalla società e a diventare sempre più infelice, fino a commettere il suicidio.
- Aleksej Aleksandrovič Karenin: Il marito formale e all'apparenza privo di emozioni di Anna e padre di Serëza, un alto ed importante funzionario governativo. È legato alle tradizioni sociali, all'ordine e alla decenza dando la priorità all'autoconservazione e alla moralità.
- Aleksej Kirillovič Vronskij: Un ufficiale bello, affascinante e carismatico, ma piuttosto superficiale, che diventa l'amante di Anna. Il loro amore lo porta a sacrificare la carriera militare. I suoi sentimenti si raffreddano nel tempo, ma rimane fedele ad Anna.
- Konstantin Dmitrič Levin: Un proprietario terriero, umile ed onesto e molto intellettuale con una ferrea moralità. Dopo un'iniziale delusione sentimentale, Levin trova l'amore in Kitty e raggiunge un matrimonio felice e stabile con la donna, simboleggiando Tolstoj stesso.
- Ekaterina Aleksandrovna Ščerbackaja (Kitty): La moglie di Levin, una donna bella e gentile. Inizialmente ingenua, trova la felicità e la sua serenità prima grazie alla propria maturazione e all'amore sincero e reciproco con Levin. Mostra grande coraggio di fronte alle difficoltà della vita.
- Stepan Arkaďič Oblonskij (Stiva): Il fratello di Anna e marito di Dar'ja, amante del piacere e noto per la sua debolezza morale. È divertente e affascinante, ma moralmente debole.
- Dar'ja Aleksandrovna Oblonskaja (Dolly): La moglie di Stiva e sorella maggiore di Kitty. È una madre attenta, risoluta e si dimostra molto comprensiva e amichevole verso Anna, comprendendo le difficoltà che comporta la vita coniugale del matrimonio.
- Sergej Alekseevič Karenin (Serëža): Il giovane figlio di Anna e Karenin. È molto legato a sua madre.
- Nikolaj Dmitrič Levin: Il fratello malato di Levin, un pensatore libero con opinioni radicali. Viene aiutato da Kitty e Levin durante la malattia.
- Sergej Ivanovič Koznišev: Il fratellastro di Levin, un famoso intellettuale. Rappresenta l'intellettualismo freddo.[7]

## Critica

### Temi
Il romanzo, ambientato nelle più alte classi sociali russe, approfondisce i temi dell'ipocrisia, della gelosia, della fede, della fedeltà, della famiglia, del matrimonio, della società, del progresso, del desiderio carnale e della passione, nonché il conflitto tra lo stile di vita agricolo e quello urbano.
Anna è la perla dell'alta società di San Pietroburgo finché non lascia suo marito per l'affascinante conte Vronskij. Innamorandosi l'uno dell'altra, oltrepassano il limite dell'adulterio come banale e comune passatempo dell'epoca. Il romanzo contiene anche la storia d'amore di Konstantìn Lèvin e Kitty, solida e onesta, che si pone continuamente in contrasto con quella di Anna e Vronskij, che è macchiata dall'incertezza della situazione, che crea scompiglio, ritorsioni e sospetti. Così, per tutto il corso del romanzo, Tolstoj non vuole che il lettore commiseri i maltrattamenti di Anna, ma che riconosca la sua incapacità di impegnarsi davvero nella ricerca della felicità e della comprensione dei propri sentimenti, incapacità che la porta al suicidio.
Il personaggio di Lèvin è spesso considerato un ritratto semi-autobiografico di Tolstoj, delle sue credenze, delle sue lotte e dei suoi eventi di vita. Inoltre, il nome di Tolstoj è "Lev", e il cognome russo "Levin" significa "di Lev".
Un altro tema ricorrente è l'abitudine aristocratica di parlare in francese anziché in russo, considerata dall'autore un'altra forma di ipocrisia. Quando Dolly insiste sulla lingua francese per la sua giovane figlia, Tanya, ciò comincia a sembrare falso e noioso a Lèvin, che si scopre incapace di sentirsi a proprio agio nella sua casa.

### Anna KareninaeLe confessionidi Tolstoj
Tolstoj riprese molti temi del romanzo ne La confessione, una meditazione in prima persona sulla natura della vita e della fede, scritta pochi anni dopo la pubblicazione di Anna Karenina.

L'autore descrive in quest'opera la sua insoddisfazione nei confronti dell'ipocrisia della sua classe sociale: 
Tolstoj descrive inoltre la tendenza della società russa ad accettare le relazioni extraconiugali:

## Trasposizioni

### Adattamenti cinematografici
- Anna Karenina (Germania, 1910)
- Anna Karenina, regia di Maurice Maître (Russia, 1911), con M. Sorochtina
- Anna Karenina (Anna Karénine) – regia di Albert Capellani (Francia, 1912), con Jeanne Delvair
- Anna Karenina, regia di Vladimir Rostislavovič Gardin (Russia, 1914), con Mariya Germanova
- Anna Karenina, regia di J. Gordon Edwards (USA, 1915), con Betty Nansen
- Anna Karenine – regia di Ugo Falena (Italia, 1917), con Fabienne Fabrèges
- Anna Karenina, regia di Márton Garas (Ungheria, 1918), con Irén Varsányi
- Anna Karenina, regia di Frederic Zelnik (Germania, 1920), con Lya Mara
- Anna Karenina (Love), regia di Edmund Goulding e John Gilbert (non accreditato) (USA, 1927), con Greta Garbo
- Anna Karenina, regia di Clarence Brown (USA, 1935), con Greta Garbo
- Anna Karenina, regia di Julien Duvivier (1948), con Vivien Leigh
- Anna Karenina, regia di Tatyana Lukashevich (1953), con Alla Tarasova
- Anna Karenina (Nahr el hub), regia di Ezzel Dine Zulficar (Egitto, 1961), con Faten Hamamah
- Anna Karenina, regia di Aleksandr Zarkhi (1967), con Tat'jana Samojlova
- Anna Karenina, regia di Aleksandr Zarkhi (URSS, 1975), con Majja Michajlovna Pliseckaja - versione a balletto
- Anna Karenina, regia di Bernard Rose (1997), con Sophie Marceau
- Anna Karenina, regia di Joe Wright (UK, 2012), con Keira Knightley

### Adattamenti televisivi
- Anna Karenina (Brasile, 1960) – miniserie TV.
- Anna Karenina, regia di Rudolph Cartier (UK, 1960) – film TV, con Claire Bloom
- Anna Karenina (Elävä ruumis), regia di Vladimir Vengerov (URSS, 1969) – film TV, con Sofiya Pilyavskaya
- Anna Karenina, regia di Sandro Bolchi (1974) – miniserie TV, con Lea Massari
- La passion d'Anna Karénine, regia di Yves-André Hubert (1975) – film TV
- Anna Karenina, regia di Basil Coleman (UK, 1977) – miniserie TV, con Nicola Pagett
- Der lebende Leichnam, regia di Otto Schenk (1981) – film TV
- Anna Karenina, regia di Simon Langton (1985) – film TV, con Jacqueline Bisset
- Il grande fuoco (Anna Karenina), regia di Fabrizio Costa (1995) – miniserie TV
- Anna Karenina, regia di David Blair (UK, 2000) – miniserie TV, con Helen McCrory
- Anna Karenina, regia di Sergei Solovyov (Russia, 2009) – miniserie TV, con Tatyana Drubich
- Anna Karenina, regia di Christian Duguay (Italia, Francia, Spagna, Lituania, 2013) – miniserie TV, con Vittoria Puccini

## Cultura di massa
- Nell'incipit del suo Ada o ardore (1969) Vladimir Nabokov parafrasa quello di Anna Karenina invertendo il paradigma;
- nel romanzo Porci con le ali di Marco Lombardo Radice e Lidia Ravera (1976) la protagonista femminile, Antonia, sogna il conte Vronskij;
- nel film Cassandra Crossing del 1976 di George Pan Cosmatos, la ricca Nicole Dressler (Ava Gardner), in viaggio con il suo giovane amante Robert Navarro (Martin Sheen) legge Anna Karenina.
- nel romanzo L'insostenibile leggerezza dell'essere di Milan Kundera (1982) Tomáš e Tereza chiamano il loro cane Karenin in onore di Anna Karenina;
- nel racconto Sonno di Haruki Murakami (1985) la protagonista, una giovane donna che soffre di insonnia, rilegge Anna Karenina che aveva già letto anni prima;
- nel suo saggio Come un romanzo (1992) Daniel Pennac cita Anna Karenina come una delle sue letture prima di addormentarsi;
- nell'albo 71 di Dylan Dog I delitti della Mantide di Tiziano Sclavi (agosto 1992) il libro viene citato da una donna che lo legge e poi si suicida nello stesso modo di Anna Karenina;
- nel suo saggio Armi, acciaio e malattie (1997) Jared Diamond conia il cosiddetto «principio di Anna Karenina» rifacendosi all'incipit del romanzo, in base al quale c'è un solo modo per far funzionare bene le cose (le famiglie felici tutte uguali) ma ce ne sono tanti perché vadano male (quelle infelici sono ognuna disgraziata a modo suo);
- nel film Musica da un'altra stanza (1998) il protagonista Danny si offre di leggere Anna Karenina per Nina Swan, sorella cieca della protagonista femminile Anna;
- nell'episodio 01×16 di Una mamma per amica (2001) Rory cerca di convincere Dean a rileggere nuovamente Anna Karenina che il ragazzo ha trovato lungo e tosto, dicendogli tra l'altro che è uno dei suoi libri preferiti;
- nel film Dirty Dancing 2 (2004) la sorella della protagonista, Susie, si lamenta perché le sue superficiali amiche pensano che Anna Karenina sia un'attrice;
- nel romanzo L'eleganza del riccio di Muriel Barbery (2006) viene citato l'incipit di Anna Karenina e gli animali domestici dei protagonisti portano nomi legati ai personaggi di Tolstoj;
- nel racconto La scivolosa scarpata di Lemony Snicket (2006) una fra le risposte da dare che servono per aprire la porta di Varco Favella è il tema principale di Anna Karenina, tema che Klaus conosce perché ha letto il libro da piccolo con la madre;
- nel romanzo L'ultima canzone di Nicholas Sparks (2009) la protagonista Ronnie Miller legge il romanzo Anna Karenina;
- nel romanzo Green di Kerstin Gier (2010) il nonno della protagonista infila duecento fogli di appunti personali tra le pagine del libro Anna Karenina;
- nel film musicale God Help the Girl di Stuart Murdoch (2012) la protagonista Eve legge Anna Karenina in una scena;
- nel libro Quel madeledetto Vronskij  di Claudio Piersanti (2021) il rimando al romanzo di Tolstoj è presente sia nel titolo sia nel libro stesso. Il protagonista tipografo redige una copia di Anna Karenina per riconquistare la moglie. Il libro è stato candidato al Premio Strega 2022;
- nel racconto fantastico La Biblioteca privata e Fondo Caxton di John Connolly (2018; TimeCrime ed. 2022) il protagonista, il signor Berger, incontra un'enigmatica incarnazione di Anna Karenina. Rimasto affascinato dalla donna, cerca (e trova) il modo per impedirle di ripetere all'infinito il proprio suicidio.

## Edizioni italiane
- Trad. di Domenico Ciampoli, Milano, Treves, 1887,
- Trad. di Eugenio Venceslao Foulques, Napoli, S. Romano, 1901, 2 voll. pp. 288 e pp. 261.
- Trad. di Ugo Ricci Mascarillo, Napoli, Bideri, 1913, 2 voll. pp. 252 e pp. 256.
- Trad. di Luigi D'Agesilao, Sesto San Giovanni, A. Barion, 1929, 2 voll. pp. 524 e pp. 430, 1929.
- Trad. di Leone Ginzburg, Collana Il Genio Russo, Torino, Slavia, 1929, 4 voll. pp. 323, pp. 340, pp. 318 e pp. 324; Rizzoli, Milano-Roma, 1936; Collana Narratori Stranieri Tradotti n.37, Einaudi, Torino, 1946; prefazione di Natalia Ginzburg, Collana Gli struzzi n.68, Torino, Einaudi, 1974, 2 voll., ISBN 88-06-40782-1.
- Trad. di Franco Invernizzi e Buby Petrovitch, Milano, Edizioni Aurora, 1935, pp. 317.
- Trad. di Ossip Felyne, introduzione di Cesare Giardini, Milano, Collana Biblioteca romantica n. 42, Mondadori, Milano, 1936, 2 voll. - trad. riveduta da Alfredo Polledro, Ist. Editoriale, 1960 - a cura di S. Bernardini, Collana Oscar classici, Mondadori, 1989, ISBN 978-88-043-2420-1.
- Trad. di Enrichetta Carafa duchessa d'Andria, Torino, Collana I grandi scrittori stranieri nn. 101-102, Utet, Torino, 2 voll. pp. 553 e pp. 429, 1941 - Newton Compton, Roma, 1996-2016.
- Trad. di Nice Contieri, Roma, Collana I grandi maestri n. 31, Gherardo Casini, Roma, 1957, pp. 927 - De Agostini, Novara, 1982 - Reverdito, Trento, 1995 - Introd. Ugo Déttore, nota biografica di E. Lo Gatto, Libritalia, Città di Castello-Perugia, 1998 - Rusconi, Santarcangelo di Romagna, 2005-2016.
- Trad. di Enrico Mercatali, Collana I classici azzurri n. 42-43, Cremonese, Roma, 1957, 2 voll. pp. 474 e pp. 464.
- Anna Karenina. Racconti coniugali, a cura di Eridano Bazzarelli, Collana Tutte le opere narrative e teatrali di Lev Tolstoj, Milano, Mursia, 1960.
- Maria Bianca Luporini, Leone Pacini Savoj (a cura di), Anna Karenina e taccuini, Firenze, Sansoni, 1961,  p. 1391.
- Anna Karenina (2 voll.), traduzione di Pietro Antonio Zveteremich, introduzione di Serena Vitale, Collana I Grandi Libri, Milano, Garzanti, 1965. - Palazzi, 1967.
- Trad. di Giacinta De Dominicis Jorio, Milano, Collana Grandi della letteratura nn. 49-51, Fabbri, Milano, 1969, 3 voll. pp. 330, pp. 390 e pp. 324.
- Trad. di Annelisa Alleva, Milano, Collana I Classici Classici n. 52, Frassinelli, Milano, 1997, pp. 1066. ISBN 88-7684-467-8 - Con uno scritto di Vladimir Nabokov, Introduzione, cronologia e bibliografia di Igor Sibaldi, Collana Oscar scuola, Mondadori, 2014-2016, ISBN 978-88-04-64540-5.
- Trad. di Laura Salmon, introduzione di Pier Cesare Bori, Roma, Collana Ottocento n. 38, La biblioteca di Repubblica, Gruppo L'Espresso, Roma, 2004, pp. 972. ISBN 88-89145-38-2; Collana Grandi classici, Milano, BUR-Rizzoli, 2022, ISBN 978-88-171-6209-8.
- Trad. e postfazione di Gianlorenzo Pacini, Collana Universale Economica. I Classici, Feltrinelli, Milano, 2013, pp. 1120.
- Trad. di Claudia Zonghetti, Collana Supercoralli, Einaudi, Torino, 2016, ISBN 978-88-062-2678-7.